# آنا غولدزورثي
آنا غولدزورثي (بالإنجليزية: Anna Goldsworthy)‏ هي عازفة بيانو أسترالية، ولدت في 9 يونيو 1974 في أديلايد في أستراليا.

## روابط خارجية
- آنا غولدزورثي على موقع ميوزك برينز (الإنجليزية)
- آنا غولدزورثي على موقع ديسكوغز (الإنجليزية)